# ایگیل نیلسن (بازیکن فوتبال، زاده ۱۹۱۸)
ایگیل نیلسن (دانمارکی: Eigil Nielsen; ۱۵ سپتامبر ۱۹۱۸ – ۷ سپتامبر ۲۰۰۰) بازیکن فوتبال، و سرمربی (فوتبال) اهل دانمارک بود.